# オロチ族

2010年ロシア極東の国勢調査におけるオロチ族居住集落

オロチ族、オロチ人（露：О́рочи、オロチ語：орочисэл(複数)、古称：ロシア語: нани（ナニ、アムール川流域のナナイからの借用語。наは大地、ниが人で、「土地の住民」の意）は、ロシアの少数民族の一つ。ハバロフスク地方に住むツングース系民族。人口は約900人。主な居住域はアムール川支流ウスリー川、アニュイ川、スンガリ川（松花江）で、トゥムニナ川（Тумнина）の下流やキジ湖などでも生活している。

## 概要
オロチ語はツングース諸語に属しており、トゥムニナ方言（тумнинский）、ハジ方言（хадинский）、フンガリ方言（хунгарийский）に分かれる。ツングース諸語の中ではウデヘ語と最も近いとされるが、ナナイ語及びウリチ語からも影響を受けていると考えられる。1989年時点のオロチ語を母語とする割合は17.8%で残り82.2%がロシア語である。書記法は2000年代初頭に確立された。
オロチの名称は、ラ・ペルーズの探検後、1787年以降には国外においても認容されていた。しかし、サマルガ・ビキン・ホル・オニュイ・エンガリ等の諸川沿岸では様々な呼称があり、一定の呼称が定まっていなかった。そこでパリチェフツキイとブライレフスキイは、身体特徴が川沿岸の南部と北部で著しく違うことに着目し、南部のオロチ人を「ウデヘ人」と呼称した。
また、1897年に公式な報告書を発表したシテルンベルグは、同じくオロチ人はアムール下流から到来した人々であるとして、オロチ人の牧歌的な生活を示し、その特徴から南部に由来する人々ではないことを指摘した。同年の国勢調査で確認されたオロチ人は約2,407名であり、また、1909年のウデヘ人は959人確認されている。
ウリチとナナイは長らく、ロシア人は19世紀よりアムールの原住民をオロチを呼んできた。この民族名は1930年代に公式のパスポートへ採用された。その後「土地の住民」を意味するнаниが民族自称として普及したが、ナナイとウリチにとってはこの民族名は長年アムールと共に暮らしてきた原住民を指していた。
オロチ発祥の地はシホテ＝アリニ山脈の山中、北はデ＝カストリ湾、南はボチヤ川までの領域と考えられる。ニヴフ、アイヌ、さらにエヴェンキなど周辺諸族の影響を受け、アムール（амурская）、フンガリ（хунгарийская）、トゥムニナ（тумнинская）、沿海（ハジ）（приморская (хадинская)）、コッピ（коппинская）の5部族に分かれる。
清朝が記録した「キヤカラ」という集団は現代のウデヘ人・オロチ人の祖先と推定されている。キヤカラはキヤカラとバンジルガンの2つの氏族で構成されており、康熙52年（1713年）から清朝に属して貂皮の貢納を行った。
1926年の統計では、オロチ人とウデヘ人あわせて約2,000人であった。しかし、満洲国建国後の1940年に至ると、南部オロチ人・ウデヘ人らの中に急速に中華文化が強まり、中国人は様々な種族に用いる中国語の「ターズ」でウデヘ人を呼び慣わすようになった。
2002年全ロシア国勢調査によるロシアに居住するオロチ族の人口は686人で、一部でロシア人と混血が進み、生活様式がロシア化している。

## 生業と文化

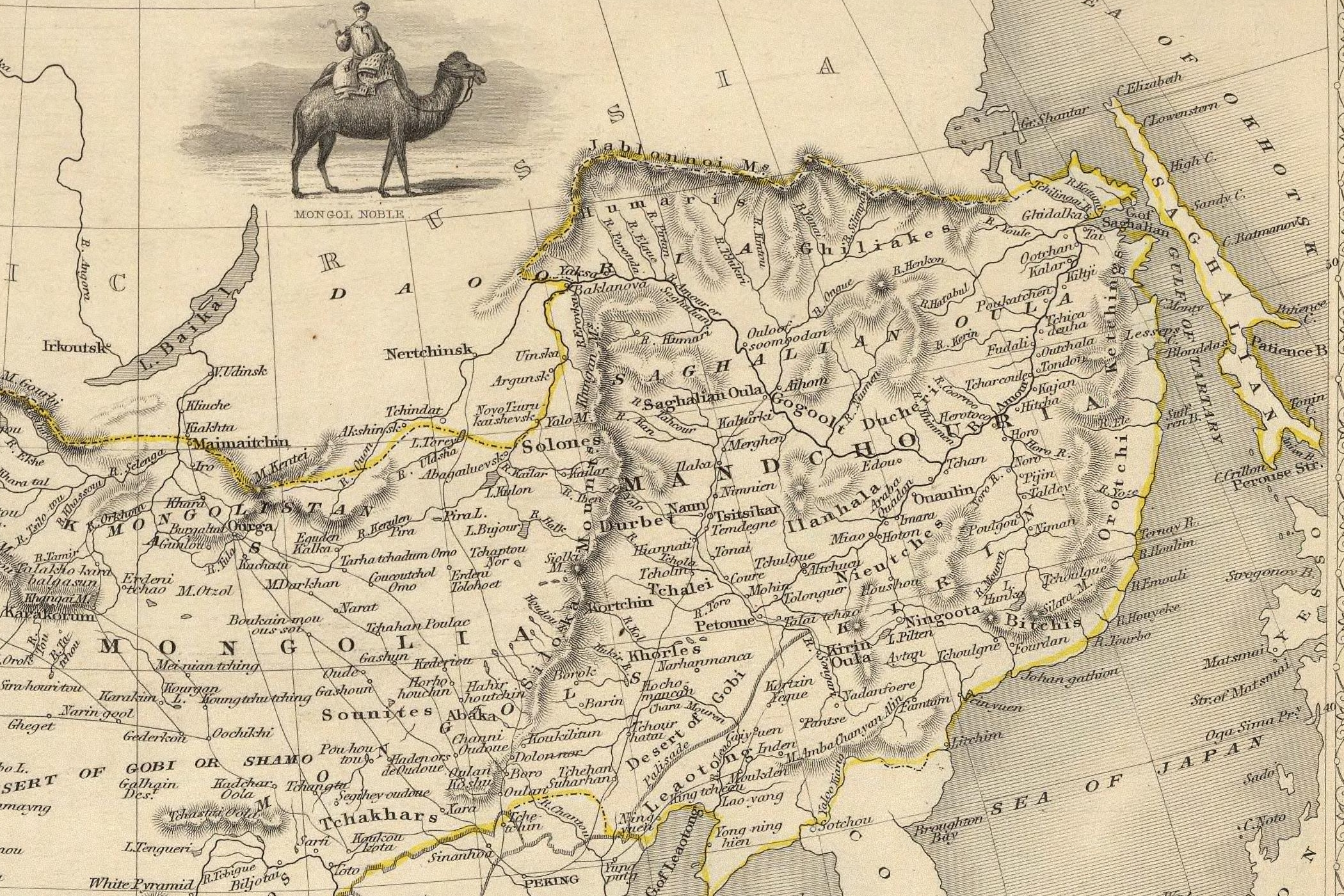
1851年のジョン・タリスによる地図には日本海に沿って「オロチ Orotchi」の地名が記されている。

主な伝統的産業は狩り（ジャコウジカ、ヘラジカ、キツネ、イタチ、クマ）、沿岸部では漁業も行う。狩猟具は弓矢、槍、仕掛け罠、くくり罠、自動弓が使われる。火器と罠は19世紀に導入された。海獣狩猟と漁撈は一年中行われる。丸木舟または大きな板張りのボートで川へ出て、アザラシやトドを求めて間宮海峡やその湾へ出る。海獣は銛、銃、流氷の欠片、海岸においては槌によって仕留められる。漁撈は主としてサケ・カラフトマスで、アムールイトウといった魚を漁網、定置網、銛で獲る。園芸の仕事も補助的におこなわれる。
食糧はユッコラと呼ばれるサケ・マスの乾魚と狩猟の獲物に依存している。キツネやイタチは主に毛皮用である。
川に沿った高台に住居を定め、定住生活を送り、父系氏族組織を中心に村落共同体を形成している。家族形態は父系の拡大家族のかたちをとっている。シャーマニズムが信仰の中心となっており、熊祭りの儀礼も長く保持されてきた。オロチ族のシャーマンは森の中に祭壇を設営し、守護霊に対しブタや雄鶏、イヌなどを生贄にささげた。祭壇には高い柱が何本も立てられ、頂部には鳥獣のすがたが彫り刻まれた。また、オオガラスがワシとともに氏族の始祖となる伝承を有しており、英雄メルゲン、女英雄プヂを主人公とする英雄叙事詩をもっている。ハダウと称される創造神が太陽征伐をおこなったことで原初の混沌世界に秩序をもたらし、人類や生類一般の創造をおこなうという射日神話もある。
これらの文化は、南に近接するウデヘ族に似通っている。